# Alo Mattiisen

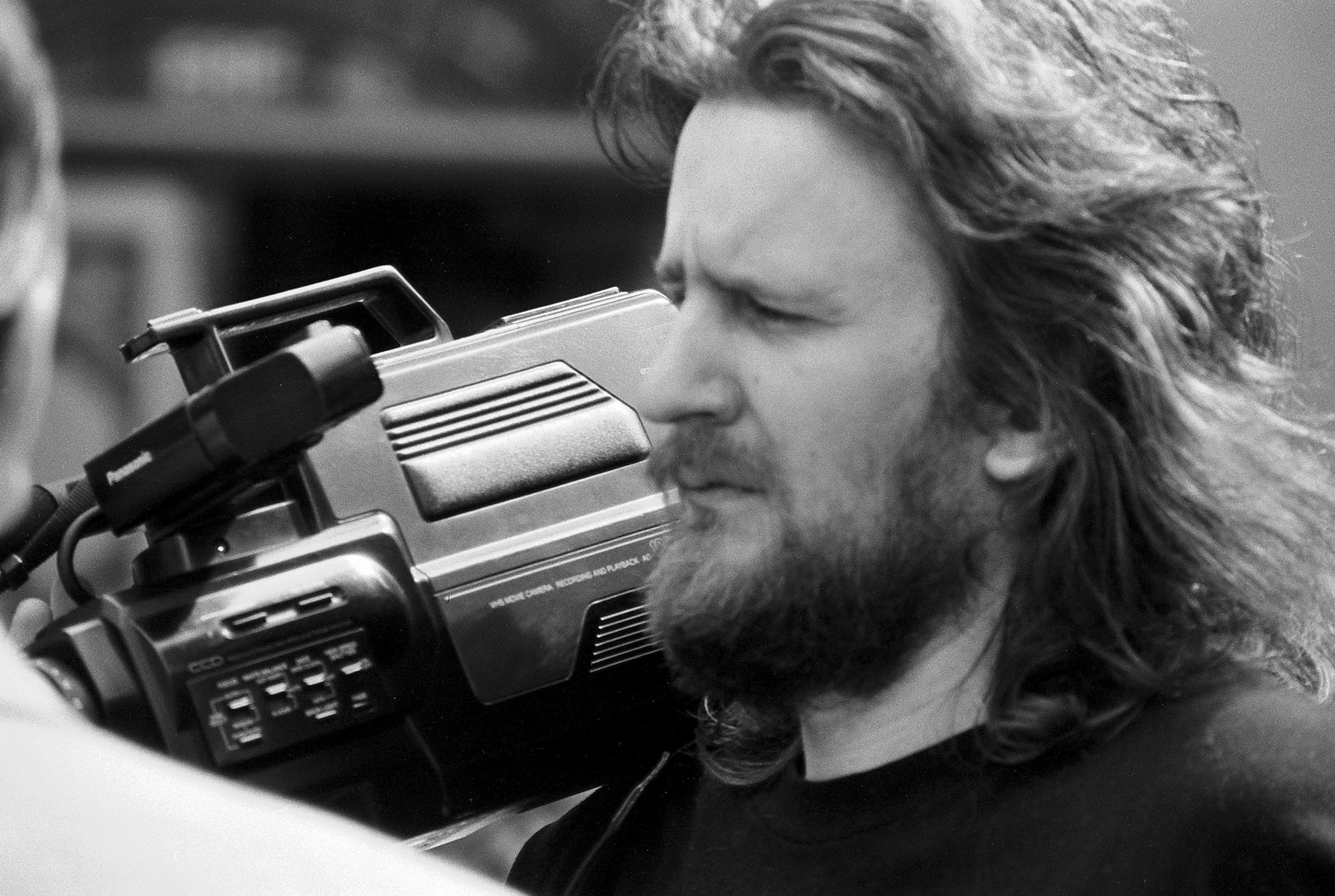
Alo Mattiisen (1988)

Alo Mattiisen (* 22. April 1961 in Jõgeva; † 30. Mai 1996 in Tallinn) war ein estnischer Komponist.

## Leben und Werk

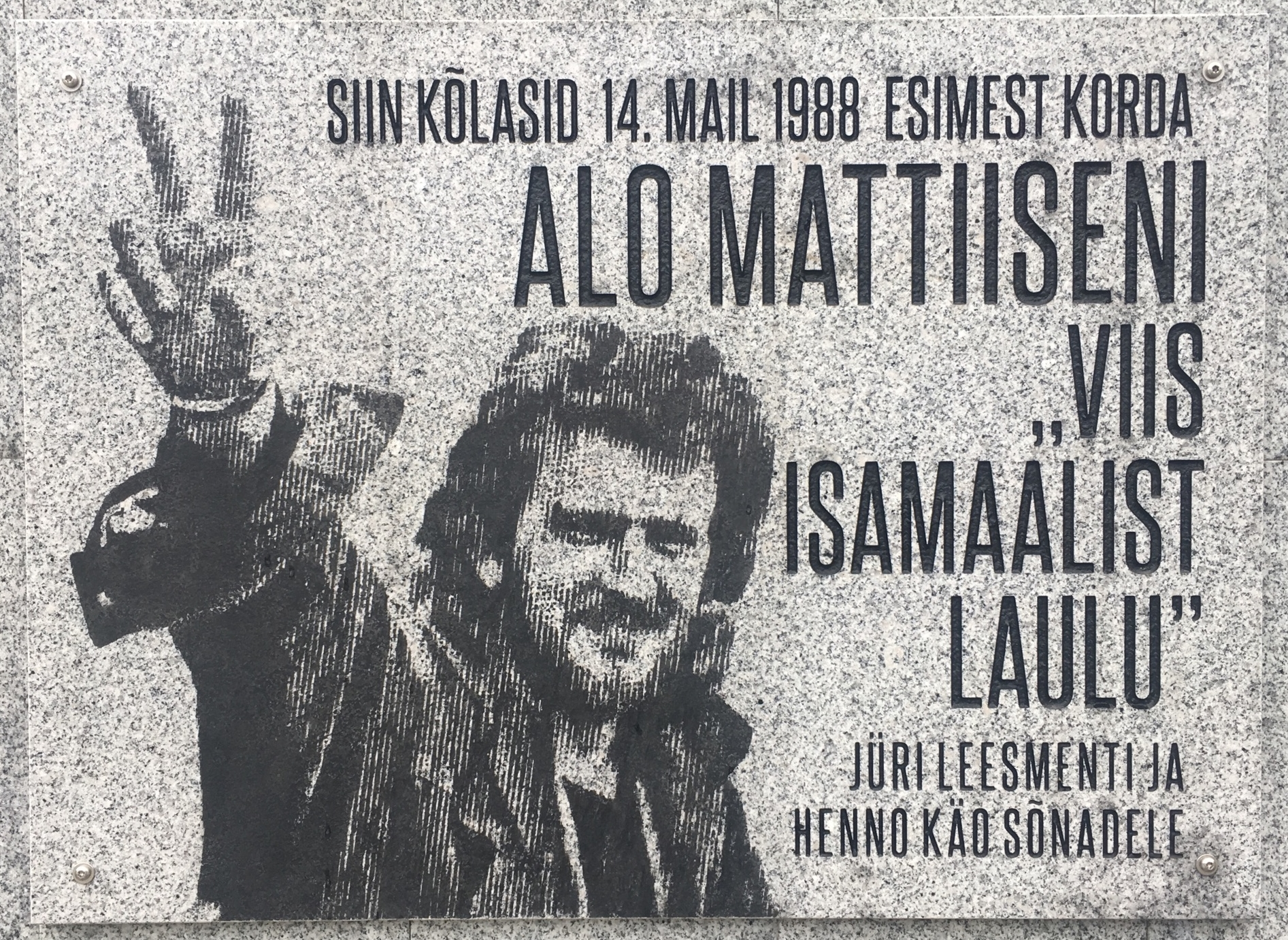
Gedenktafel in der Festival-Arena von Tartu zur Erinnerung an Mattiisens erste Aufführung seiner „Fünf Patriotischen Lieder“, 14. Mai 1988.

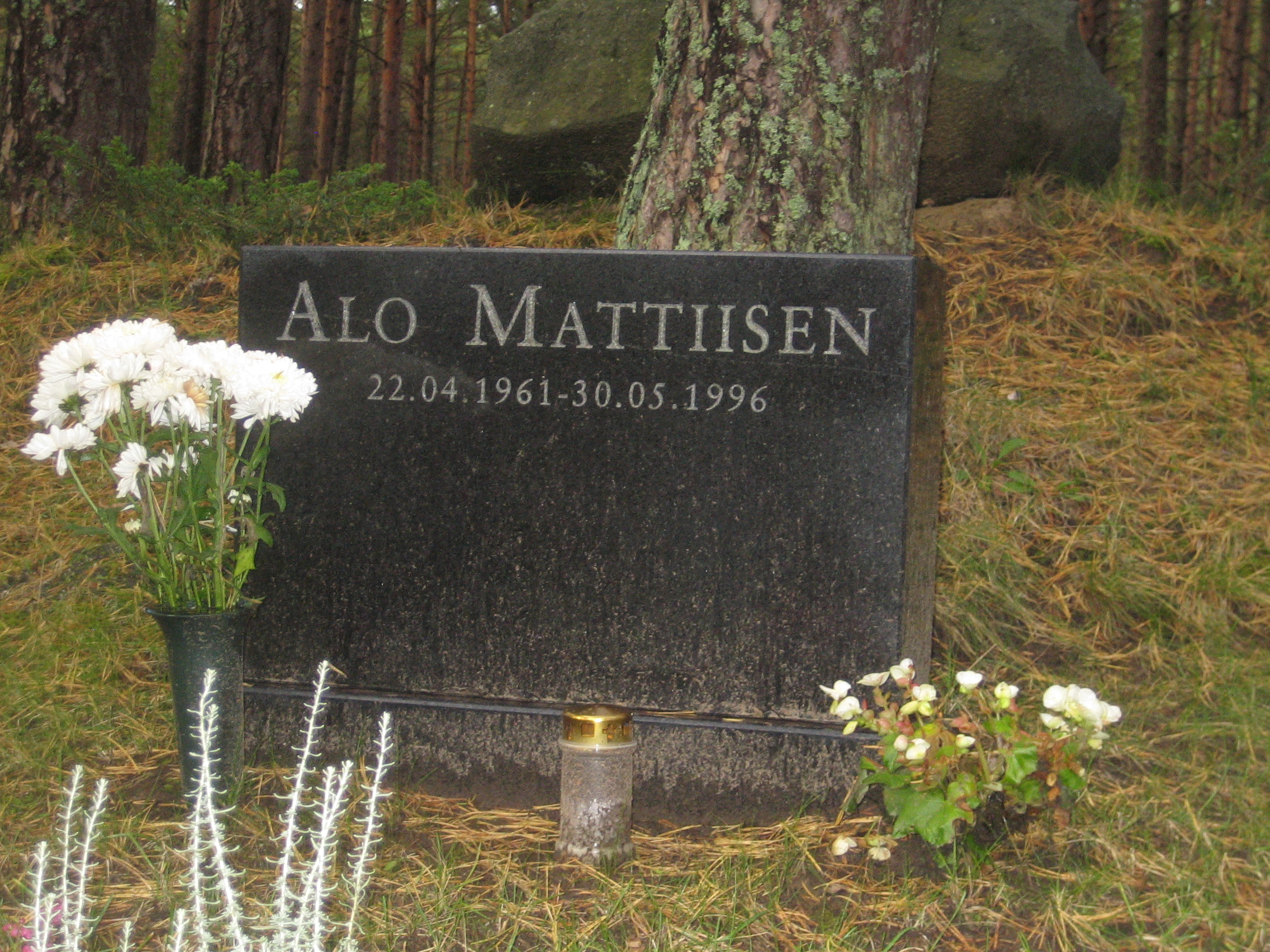
Grab auf dem Tallinner Waldfriedhof

Alo Mattiisen schloss 1984 sein Studium der Musikpädagogik und 1988 sein Studium der Komposition am Staatlichen Tallinner Konservatorium (heute Estnische Theater- und Musikakademie) bei Eino Tamberg ab. Mattiisen war als Musiker und künstlerischer Leiter des Ensembles In spe tätig.
Berühmtheit erlangte er vor allem 1988/89 während der Singenden Revolution gegen die Sowjetherrschaft in Estland. Seine Fünf Patriotischen Lieder („viis ärkamisaegset laulu“), gesungen von Ivo Linna, und das Lied Ei ole üksi ükski maa („Kein Land steht allein“) wurden zum Symbol der Revolution und der gewaltfreien Wiedererlangung der estnischen Unabhängigkeit. 1988 und 1989 erhielt Mattiisen den Jahrespreis für Musik sowie 1996 den Kulturpreis der Republik Estland. Daneben war Mattiisen auch als Komponist tätig. Er verstarb früh in Tallinn.
Das 2006 in Jõgeva zu Ehren von Betti Alver eingerichtete Betti Alveri Museum zeigt Mattiisen gewidmete Exponate in einem eigenen Bereich.

## Kompositionen (Auswahl)
- Charlotte koob võrku (Musical für Kinder nach einem Libretto von Margus Kasterpalu, 1984)
- Kirjutusmasinakontsert („Schreibmaschinenkonzert“, 1984)
- Sonate für Cello und Klavier (1985)
- Sinfonie (1988)
- Väike merineitsi (Musical für Kinder nach einem Libretto von Jüri Leesment, 1992)
- Dispuut (Kammeroper nach einem Libretto von Enn Vetemaa, 1995)

Daneben schrieb Mattiisen zahlreiche Bühnen- und Filmmusiken.

## Privatleben
Alo Mattiisen war mit der estnischen Schauspielerin Rita Rätsepp verheiratet. Aus der Verbindung entstand die Tochter Anna-Mariita.